# 矢端名結
矢端 名結（やばた みゆ、1993年11月12日 - ）は、日本のフリーアナウンサー。群馬県安中市出身。太田プロダクション所属。

## 経歴
4歳から劇団東俳に所属し、子役としても活動。高校1年生の時にアメリカ留学を機に子役を引退する。帰国後は、群馬のローカルアイドル「あかぎ団」にも所属していた。
立教大学文学部卒業後、 2017年4月愛媛朝日テレビ（eat）にアナウンサーとして入社、2019年3月退職。同年4月静岡放送（SBS）へ移籍。
2021年10月29日、ラジオ番組『まだ帰りたくない大人たちへ チョコレートナナナナイト!』（以下『チョコナナ』）で共演するお笑いコンビ・アルコ&ピースの酒井健太と結婚することが『女性セブン』（小学館）で報じられた。同年11月2日放送の『チョコナナ』で酒井と矢端から現在婚約中である事を発表。同年11月12日、矢端の誕生日に自身と酒井のInstagramを通じて入籍した事を報告した。
2022年1月11日放送の『チョコナナ』で妊娠を発表。また同放送で2022年2月末をもって静岡放送（SBS）を退社する事も発表し、同年2月28日に退社した。『チョコナナ』には退社後もフリーアナウンサーとして2022年3月27日の最終回まで出演。
2022年5月28日に第一子の女の子が誕生した事を、酒井健太が『有吉弘行のSUNDAY NIGHT DREAMER』内にて報告。
2022年10月1日、自身のInstagramにて太田プロダクションに所属することを報告した。
2023年8月13日、自身のInstagramにて第2子妊娠を発表。

## 人物
元あかぎ団の矢端吏結は実妹で、 父は日本競輪選手会群馬支部に所属していた元競輪選手の矢端誠二（55期）。
英検2級。チョコレート検定のチョコレートエキスパート（中級）。

## 過去の担当番組

### 愛媛朝日テレビ時代
- スーパーJチャンネルえひめ( - 2019年3月)
- らぶちゅちゅ
- ON&OFF〜えひめリーダーの素顔〜
- eatニュース

### 静岡放送時代
テレビ
- イブアイしずおか - 木・金曜レギュラーリポーター、「いちにち生徒会長」ナレーター
- ORANGE - メインMC（2019年9月30日 - 2021年12月25日）
- 静岡新聞ニュース

ラジオ
- まだ帰りたくない大人たちへ チョコレートナナナナイト!（2019年4月2日 - 2022年3月27日）